# Belene
Belene (în bulgară Белене) este un oraș din comuna Belene, regiunea Plevna, Bulgaria. Orașul a fost locuit de români.

## Demografie
Componența etnică a orașului Belene
     Bulgari (72,77%)
     Romi (1,06%)
     Turci (3,32%)
     Nicio identificare (22,56%)
     Altele (0,25%)
La recensământul din 2011, populația orașului Belene era de 8.512 locuitori. Din punct de vedere etnic, majoritatea locuitorilor (72,77%) erau bulgari, existând și minorități de turci (3,32%) și romi (1,06%). Pentru 22,56% din locuitori nu este cunoscută apartenența etnică.

## Personalități
- Eugen Bossilkov (1900-1952), episcop catolic, victimă a regimului comunist